# Vladimir Cuk
Vladimir Cuk (1º settembre 1975) è un attore serbo.

## Filmografia

### Cinema
- Celtic Pride - Rapimento per sport (Celtic Pride), regia di Tom DeCerchio (1996)
- Un canestro per due (The 6th Man), regia di Randall Miller (1997)
- Forbidden Warrior, regia di Jimmy Nickerson (2004)

### Televisione
- Cedric the Coach - film TV (2001)
- Cedric the Entertainer Presents - serie TV, 1 episodio (2002)
- Strepitose Parkers (The Parkers) - serie TV, 1 episodio (2002)